# Ali Cobrin
Ali Cobrin, née le 21 juillet 1989 à Chicago, est une actrice américaine.

## Filmographie
- 2015 : Les Dessous de Melrose Place
- 2014 : Girlhouse
- 2014 : Lap dance
- 2014 : Nos pires voisins
- 2012 : American Pie 4
- 2011 : Cherche Partenaires Désespérément (série télévisée)
- 2010 : Look (série télévisée)
- 2009 : The Hole 3D
- 2024 : Les Baxters : Kari Baxter Jacobs (série télévisée)